# Registre des Libraires
Le Registre des Libraires (en anglais Stationers' Register) est, à partir de la seconde moitié du XVIe siècle, le livre où devaient être enregistrés le nom et le descriptif des textes anglais destinés à l'impression ; il était tenu à jour par « l’honorable compagnie des Papetiers et Faiseurs de journaux » (Worshipful Company of Stationers and Newspaper Makers) de Londres. Cette compagnie émanait de la corporation des libraires et des maîtres imprimeurs qui avait reçu en 1557 une patente royale la chargeant d'organiser en son sein les différentes professions de l’édition, c'est-à-dire les imprimeurs, les relieurs, les libraires et les éditeurs anglais. Ce registre permettait aux éditeurs d'apporter la preuve qu'ils étaient en droit de faire imprimer telle ou telle œuvre, et de faire valoir leurs droits sur son exploitation, ce qui constituait une forme encore rudimentaire de copyright. La patente autorisait la compagnie à se saisir des éditions piratées et de censurer la publication de livres qui n'avaient pas été correctement enregistrés. 

## Postérité
Ce registre constitue une ressource précieuse pour l'étude de la littérature anglaise de la fin du XVIe siècle et du XVIIe siècle. Il couvre une période qui englobe l'ère élisabéthaine, le règne de Jacques Ier d'Angleterre, et celui de Charles Ier. Le registre des Libraires est indispensable à l'étude du théâtre anglais de la renaissance, car il fournit des informations factuelles et des données objectives qui ne se trouvent nulle part ailleurs. Avec les registres du « maître des festivités » Master of the Revels (qui fournit elle une liste de représentations données à la cour) le registre des Libraires  est une des seules sources dont disposent les chercheurs sur les différentes œuvres de William Shakespeare, Ben Jonson, leurs prédécesseurs, leurs contemporains et leurs successeurs.

## Fonctionnement
Moyennant un droit d'inscription de 4 à 6 pence, un libraire pouvait faire enregistrer son droit à publier tel ouvrage. Le registre des Libraires  note ainsi que le 26 novembre 1607 les papetiers John Busby et Nathaniel Butter revendiquèrent le droit d'imprimer « un livre intitulé Maître William Shakespeare, son histoire du Roi Lear, tel qu'il a été présenté à sa majesté à Whitehall le soir de la Saint Étienne au Noël passé, par les comédiens de sa Majesté qui se produisent d’ordinaire au théâtre du Globe près du fleuve ». Les deux hommes s'acquittèrent d'un droit de six pence.  
Les règlements et leur exécution n'étaient jamais aussi stricts à cette époque qu'à la nôtre ; il existait de nombreuses entorses à la règle, des livres étaient souvent publiés sans être enregistrés. Dans certains cas, les troupes théâtrales semblent avoir réussi à faire enregistrer des pièces de théâtre par le truchement de libraires complaisants, ce qui leur permettait d'anticiper la publication du texte lorsqu'il n'était pas dans leur intérêt que celui-ci leur échappe
En 1710, la loi sur le « copyright » dite Statute of Anne (du nom de la reine Anne) entra en vigueur, prenant le pas sur le Registre des Libraires. La compagnie continua néanmoins à offrir un service d'enregistrement des œuvres jusqu'en février 2000.